# Lipce Reymontowskie (gmina)
Pour la localité, voir Lipce Reymontowskie.
Lipce Reymontowskie est une gmina rurale du powiat de Skierniewice, Łódź, dans le centre de la Pologne. Son siège est le village de Lipce Reymontowskie, qui se situe environ 16 km au sud-ouest de Skierniewice et 36 km à l'est de la capitale régionale Łódź.
La gmina couvre une superficie de 42,7 km2 pour une population de 3 323 habitants.

## Géographie
La gmina inclut les villages de Chlebów, Drzewce, Lipce Reymontowskie, Mszadla, Retniowiec, Siciska, Wola Drzewiecka, Wólka Krosnowska et Wólka Podlesie.
La gmina borde les gminy de Dmosin, Godzianów, Łyszkowice, Maków, Rogów et Słupia.